# Denis Rapontchombo
Antchuwè Kowè Rapontchombo, dit le « roi Denis », est un souverain mpongwè, né vers 1780, qui fut l'interlocuteur des colonisateurs du Gabon.

## Biographie
Denis naît vers 1780,,, peut-être en 1782,. Fils cadet de Re-Mboko, il accède à la dignité d'oga à la mort de son père, vers 1810.
Le père de Denis, Re-Mboko, aurait été un « bonnet chinois », terme péjoratif par lequel étaient désignés les soldats africains remplissant les fonctions de chapeau chinois dans les régiments des armées françaises,. Un des frères de Denis aurait séjourné en France pendant la Révolution et aurait été un grognard de Napoléon,. Pour sa part, Denis aurait servi quelque temps sur un navire négrier espagnol,,,.
Le prénom « Denis » est le surnom que lui donnèrent les Français, les Britanniques le surnommant Denny — diminutif du prénom Dennis — mais aussi William,. Le titre de « roi » utilisé par les Européens signifie qu'il était le chef d'un clan mpongwè, celui des Asiga,,,. En effet, le terme « roi » a été utilisé par les Européens pour rendre le mpongwè oga (« chef, roi ») et, plus précisément, pour désigner un chef de clan, le terme « prince » étant employé pour désigner un chef de lignage.
Le 9 février 1839, Denis signe avec le lieutenant de vaisseau Édouard Bouët-Willaumez et le capitaine Broquant, délégué de la chambre de commerce de Bordeaux, un traité autorisant l'installation des Français dans l'estuaire du Komo,,,.
Denis meurt le 9 mai 1876, à l'âge de 96 ans. Les chefs des Mpongwè de Libreville et de ses environs viennent en personne assister à ses funérailles, de même que les chefs des Fang établis sur la rive gauche de l'estuaire.

## Honneurs et distinctions
Le 16 septembre 1839, le roi des Français, Louis-Philippe Ier, nomme Denis chevalier de l'ordre royal de la Légion d'honneur. Aujourd'hui présenté comme le « premier Gabonais » à avoir été décoré de la Légion d'honneur, Denis est en fait le premier originaire d'Afrique subsaharienne à avoir reçu cette distinction.

## Mémoire
Denis a donné son nom à une pointe (la pointe Denis), une rivière et une île. L'île Denis héberge le musée du roi Denis.